# Карташи (Псковская область)
Карташи — деревня в Опочецком районе Псковской области. Входит в состав Матюшкинской волости.
Расположена в 22 км к северу от города Опочка и в 5 км к востоку от волостного центра, деревни Матюшкино.
Численность населения составляет 16 жителей (2000 год).